# Итайтинга
Итайтинга (порт. Itaitinga)  —  муниципалитет в Бразилии, входит в штат Сеара. Составная часть мезорегиона Агломерация Форталеза. Находится в составе крупной городской агломерации Агломерация Форталеза. Входит в экономико-статистический микрорегион Форталеза. Население составляет 33 941 человек на 2006 год. Занимает площадь 153,686 км². Плотность населения — 225,1 чел./км².

## История
Город основан 27 марта 1992 года. 

## Статистика
- Валовой внутренний продукт на 2004 составляет 69.501.000,00 реалов (данные: Бразильский институт географии и статистики).
- Валовой внутренний продукт на душу населения на 2004 составляет 2.139,00 реалов (данные: Бразильский институт географии и статистики).
- Индекс развития человеческого потенциала на 2000 составляет 0,680 (данные: Программа развития ООН).